# Sweet but Psycho
„Sweet but Psycho” este single-ul de debut al cântăreței americane Ava Max, lansat pe 17 august 2018, prin Atlantic Records. Acesta a fost ulterior inclus pe albumul ei de studio de debut Heaven & Hell (2020). Piesa a fost scrisă de Max, Madison Love, Tix, Cook Classics și producătorul Cirkut. „Sweet but Psycho” este un cântec pop, dance-pop, electropop și synthpop, cu versuri despre percepția unei femei tinere. Titlul melodiei a fost inspirat de interacțiunile frecvente dintre Max și părinții ei. Piesa a primit recenzii mixte spre pozitive din partea criticilor muzicali, care i-au lăudat sunetul optimist și refrenul antrenant, dar i-au criticat producția stereotipică.
La lansare, „Sweet but Psycho” a apărut pe diferite liste de redare Spotify înainte de a ajunge pe primul loc în 22 de țări, inclusiv Suedia, Finlanda, Norvegia și Regatul Unit. Cântecul a fost primul single de top 10 al lui Max în Statele Unite, ajungând pe locul 10 în Billboard Hot 100. A fost cel mai bine vândut cântec de sfârșit de an din 2019 în Slovenia și a obținut certificări de platină în 15 țări, precum și diamant în Franța, Brazilia, Germania și Polonia. Un videoclip însoțitor a fost regizat de Shomi Patwary și prezintă personajul lui Max agresând un bărbat portretizat de modelul Prasad Romijn. Videoclipul a fost comparat cu filmele Fatal Attraction (1987) și Strălucirea (1980), precum și cu videoclipurile Rihannei și Bebe Rexha. Max a interpretat piesa la mai multe evenimente televizate și ca parte a unui medley în timpul show-urilor MTV Video Music Awards 2019 și MTV Europe Music Awards 2019.

## Context și dezvoltare
În 2014, după ce mai multe demo-uri au fost respinse de producători și compozitori și după ce a fost surprinsă de afaceri dubioase, Max l-a întâlnit pentru prima dată pe producătorul de înregistrări canadian Cirkut la o cină găzduită de el în Los Angeles, California. După ce Max i-a cântat „La mulți ani” lui Cirkut, acesta a luat-o sub aripa sa și s-a ocupat de producția muzicii ei. În iulie 2016, ea a lansat piesa „Anyone but You” pe SoundCloud, care a devenit populară și a atras interesul mai multor case de discuri care au contactat-o prin e-mail, Max semnând în cele din urmă cu Atlantic Records. Compozitoarea americană Madison Love a scris „Sweet but Psycho” după ce a semnat un contract de publicare cu Artist Partner Group (APG), Max procedând la semnarea ca artist cu aceeași casă de discuri într-o perioadă scurtă de timp. Fondatorul APG, Mike Caren, i-a sugerat lui Love că Max ar trebui să apară pe piesa „Sweet but Psycho”, care a fost introducerea acesteia din urmă în producția executivă. Din întâmplare, Max și Love au colaborat împreună ca prieteni în timpul facultății. Într-un interviu din 2021 cu Rolling Stone, Love și-a exprimat fericirea în rolul ei de descoperire a lui Max folosind „straight pop”, deoarece „fiecare cântec de la radio era rap”.
„Sweet but Psycho” a fost lansat pentru descărcare digitală și streaming de Atlantic Records ca primul single de pe albumul de studio de debut al lui Max, Heaven & Hell (2020). Cântecul a fost scris de Max, Love, Tix, Cook Classics și Cirkut, ultimul dintre cei cinci ocupându-se exclusiv de producție. Când Max era copil, părinții ei au spus că „ești dulce, dar ești un pic psihopată”; acest lucru a inspirat titlul cântecului. Într-un interviu acordat Idolator, Max a discutat despre mesajul cântecului, afirmând că este „despre o fată căreia nu îi este frică să își arate toate laturile și dualitățile, și despre un tip care iubește toate aceste laturi”. Max a continuat, spunând că ea a fost înțeleasă greșit ca o „psihopată”, dar a fost „o fată deschisă ... spunând ce gândește”.

## Compoziție și versuri
„Sweet but Psycho” este un cântec pop, dance-pop, electropop și synthpop care a fost inspirat de muzica anilor 1980. Partitura arată un metru de 4/4 timp comun, cu un tempo de 137 de bătăi pe minut, în tonalitatea Re major. În refrenul cu tematică de muzică dance electronică sunt folosite trei cârlige distincte, hipnotice; cârligele se suprapun unele peste altele, inclusiv „psycho/right though”, „m-m-m-m-mine” și „run, don't walk away”. Vocea lui Max are înălțimea modificată și eclipsează efectele de țipăt folosite în producție. Versurile inspirate de Bubblegum pop sunt încorporate cu aplauze, iar podul folosește elemente de muzică trap care sunt însoțite de o centură a lui Max. Un sunet de tobă este folosit în downbeat, care include, de asemenea, un apel și răspuns stereo în fiecare a patra măsură a refrenului, venind al doilea în versuri, și prima jumătate a pre-refrenului. 
Chris DeVille de la Stereogum a comparat „Sweet but Psycho” cu melodii Eurodance precum „Be My Lover” a lui La Bouche, „Blue (Da Ba Dee)” a lui Eiffel 65 și „Everytime We Touch” a lui Cascada, împreună cu single-urile electropop ale lui Lady Gaga „Poker Face” și „Bad Romance”. Versurile piesei descriu percepția femeilor în relații; cuvântul „psycho” se referă la sentimentul de a fi acceptată pentru că are o personalitate deschisă. Un citat din serialul de televiziune american 30 Rock este menționat în versurile refrenului, „Grab a cop gun kinda crazy / She's poison but tasty”.
Au fost lansate remixuri ale piesei „Sweet but Psycho” de către Paul Morrell, Morgan Page și Dirty Disco. Remixul lui Morrell are un ton și o linie întunecată, cu o bassline groasă, în contrast cu remixul înălțător al lui Page, care include atingeri melodice. Remixul Dirty Disco fuzionează acordurile de pian stratificate și lovituri de sintetizator cu programarea tobelor pentru a face cântecul să sune „tribal”.

## Recepție critică
„Sweet but Psycho” a fost primită cu recenzii mixte spre pozitive din partea criticilor muzicali. Scriind pentru Billboard, Jon Ali a lăudat „Sweet but Psycho” pentru că oferă o felie de pop „care creează dependență instantanee”; publicația a remarcat, de asemenea, „refrenul imaculat, repetabil instantaneu”. Sam Brooks de la The Spinoff l-a numit „un Frankenstein al unei piese pop” și a spus că piesa s-ar potrivi cu tracklist-ul albumului de debut The Fame al lui Lady Gaga din 2008. El a lăudat-o pe Max pentru că a fuzionat elemente din muzica lui Gaga, Katy Perry și Marina Diamandis pentru a deveni Mary Shelley a muzicii pop. Potrivit personalului de la Belfast Telegraph, cântecul este „molipsitor, ușor de ascultat” și îndrăzneț. Scriitorul Myles Tanzer de la Vulture a spus că cântecul „urmează formula clasică a lui Luke și Cirkut: un cântec pop perfect din punct de vedere științific, inspirat din anii '80, cu multe cârlige și versuri care pot fi tweetate”.
Într-o recenzie mixtă, scriitorul Alim Kheraj de la The Daily Telegraph a numit „Sweet but Psycho” „o piesă pop generică și neapologetică” și a opinat că în contrast cu „Crazy He Calls Me” a lui Billie Holiday, „Crazy” a lui Patsy Cline, „Crazy for You” a Madonnei și „Crazy in Love” a lui Beyoncé — care sunt toate cântece despre nebunia femeilor inspirate de bărbați — spune „lucruri interesante” despre libertatea de exprimare recent găsită a femeilor artiste și că cântărețele pop „revendică acum conotațiile negative din jurul nebuniei și feminității ”.

## Performanța comercială

### Europa
Lansarea piesei „Sweet but Psycho” a dus la promovarea piesei pe serviciile de streaming, Max înregistrând o creștere a fluxurilor și a numărului de urmăritori pe rețelelor sociale. Piesa a ocupat primul loc în topul Spotify din Suedia și a avut un angajament puternic în Bulgaria, ceea ce a dus la recomandarea lui Caren ca piesa să fie stabilită în țările nordice înainte de a se extinde în Statele Unite. „Sweet but Psycho” a ocupat primul loc în clasamentul Sverigetopplistan din Suedia pe 5 octombrie 2018, rămânând în vârf timp de patru săptămâni consecutive, înainte de a intra în clasamentele din Finlanda și Norvegia, și de a atinge primul loc în ambele țări.   Scriind despre performanța internațională a melodiei, Dan Rys de la Billboard a comparat-o cu strategiile de promovare utilizate de Backstreet Boys și Dua Lipa, afirmând că acestea „au funcționat întotdeauna în Europa și în afara Americii”. El a remarcat că „Sweet but Psycho” a avut o performanță mai bună în clasamentul Billboard Global Excl. US decât în clasamentul Global 200, deoarece a fost formulată din colecții personale peste listele de redare prin streaming.
În Regatul Unit, piesa a ajuns pe locul doi în topul UK Singles Chart Christmas 2018, în spatele bloggerului britanic LadBaby, care a intrat pe primul loc în acel an cu coverul său al piesei Starship din 1985 „We Built This City”, care a depășit vânzările „Sweet but Psycho” cu 18,500 de unități. În săptămâna următoare, „Sweet but Psycho” a ajuns pe primul loc în UK Singles Chart, unde a rămas timp de patru săptămâni înainte de a fi înlocuită de piesa „7 Rings” (2019) a Arianei Grande.  Piesa a fost certificată cu triplă platină de către British Phonographic Industry (BPI) la 31 iulie 2020, pentru vânzarea a 1,800,000 de unități echivalente.
În Republica Irlanda, „Sweet but Psycho” a atins vârful topului Irish Singles Chart și a rămas în top timp de 53 de săptămâni. De asemenea, a atins vârful topului Irish Singles Chart 2018 de Crăciun, depășind piesa „Thank U, Next” (2018) a lui Grande cu 300 de unități în vânzări. În German Offizielle Deutsche Charts, piesa a debutat pe locul 82 pe 26 octombrie 2018, ulterior fiind în fruntea topului timp de șase săptămâni și rămânând în top timp de 50 de săptămâni. În Slovenia, piesa a ajuns pe primul loc și s-a clasat pe aceeași poziție în clasamentul de sfârșit de an 2019 al țării. În Polonia, „Sweet but Psycho” a ajuns pe primul loc în Polish Airplay Top 100 în clasamentul emis pe 19 ianuarie 2019, unde a fost în cele din urmă certificată diamant de către Societatea Poloneză a Industriei Fonografice (ZPAV) pentru vânzări echivalente piesei de 100.000 de unități.

### America de Nord, Oceania și Brazilia
„Sweet but Psycho” a debutat pe locul 87 în Billboard Hot 100 pentru ediția din 29 decembrie 2018 a Billboard. Cântecul a ajuns pe locul 10 în săptămâna 14 iunie 2019 și a rămas pe această poziție timp de trei săptămâni consecutive, câștigându-i lui Max primul ei cântec de top 10 în SUA. Personalul Billboard a declarat că „anomalia” cântecului în muzica mainstream contemporană care a îmbrățișat hip hop și R&B a permis radioului pop să accepte imediat sunetul mainstream după ce a stagnat din cauza Heavy-rotation-ului „stângaci” a ambelor genuri în mass-media de streaming. Cântecul a ocupat, de asemenea, primul loc în topul Dance Club Songs din SUA pentru ediția din data de 2 februarie 2019, care a fost ajutat de mai multe remixuri realizate de Paul Morrell, Morgan Page și Dirty Disco. A fost certificat cu cvadruplă platină de Recording Industry Association of America (RIAA) la 1 iunie 2022, pentru vânzări de 4.000.000 de unități certificate în SUA. Piesa s-a clasat pe locul 25 în clasamentul The 25 Most-Consumed Songs of 2019 compilat de BuzzAngle Music, după ce s-a vândut în peste 1.838.139 de unități. „Sweet but Psycho” a ajuns pe locul 11 în Canadian Hot 100 pentru ediția din 11 mai 2019 a Billboard. 
În Australia, „Sweet but Psycho” a debutat pe ARIA Singles Chart pentru ediția din data de 11 noiembrie 2018, la numărul 45. Cântecul a ajuns pe locul doi timp de trei săptămâni consecutive și a rămas în top timp de 31 de săptămâni, fiind în cele din urmă certificat de cinci ori platină de către Australian Recording Industry Association (ARIA) pentru vânzarea a 350.000 de unități echivalente în țară. Piesa a ocupat primul loc în New Zealand Singles Chart pe 7 ianuarie 2019, unde a fost ulterior certificată cu platină de Recorded Music NZ (RMNZ) pentru vânzarea a 30.000 de unități în țară. În Brazilia, „Sweet but Psycho” a fost certificată dublu diamant de Pro-Música Brasil (PMB) pentru vânzarea a 320.000 de unități echivalente.

## Controverse
Versurile melodiei „Sweet but Psycho” au fost criticate de mai mulți apărători ai sănătății mintale pentru stigmatizarea bolilor mintale. Kheraj a declarat că piesa „se mândrește cu versuri asemănătoare cu clickbait, folosind în mod peiorativ termeni precum „psihopat” și „nebun” pentru a evoca un sentiment care pare în contradicție flagrantă cu progresele recente pe care industria muzicală le-a făcut în modul în care se discută despre sănătatea mintală”. La 25 ianuarie 2019, Alianța Zero Suicide din Marea Britanie a publicat o scrisoare deschisă în care condamnă versurile cântecului pentru că „perpetuează stereotipurile existente” care stigmatizează și mai mult bolile mintale; organizațiile irlandeze de sănătate mintală au încercat să interzică difuzarea cântecului la radio în țara lor din cauza versurilor care „reprezintă greșit bolile psihotice”. Ca răspuns la critici, Max a declarat într-un interviu din 2019 cu Vanity Fair că cântecul este despre mai multe experiențe de gaslighting cu bărbați. Ea a apărat utilizarea cuvântului „psihopat”, afirmând că cuvântul are „un înțeles mai profund” și că a dorit ca videoclipul legat de bolile mintale să fie o experiență teatrală pentru toată lumea.

## Videoclip

### Context și dezvoltare
Videoclipul piesei „Sweet but Psycho” a fost regizat de cineastul american de origine bengaleză Shomi Patwary și îl are ca protagonist pe modelul Prasad Romijn. A fost lansat pe 27 august 2018. Max a intrat în legătură cu Romijn prin intermediul Instagram, unde a fost invitat să filmeze videoclipul prin intermediul producătorului. Patwary a folosit culori saturate pentru videoclip, astfel încât acesta să fie perceput ca fiind artificial; nu a dorit ca vizualul să pară realist pentru că ar fi prea violent. Lens flare-ul a fost folosit în mod constant; videoclipul a fost filmat folosind un obiectiv anamorfic vintage care a fost fabricat de Lomo, și a fost rotoscopat și filtrat pentru a părea ascuțit. A fost filmat un final pentru videoclipul muzical în care Max se trezește dintr-un vis, deși secvența a fost abandonată deoarece lui Patwary nu i-a plăcut tăietura și a vrut să se termine cu o concluzie deschisă.

### Rezumat
Videoclipul începe cu o scenă în tonuri de gri în care un bărbat sărută o femeie în fața unui apartament, în timp ce Max trece dezgustată. Barele negre cinematografice taie imaginea și decorul se schimbă într-un conac luminat. Max coboară o scară în spirală, purtând o jachetă portocalie și un crop top negru; are dungi de rimel pe ochi. O piesă de îmbrăcăminte este ruptă de Max, iar ea îl invită pe bărbatul prin SMS să ia cina cu ea. Max ia apoi o bâtă de baseball, aruncă săgeți pe o tablă cu chipul său pe bullseye, bea un pahar de vin roșu și fumează o țigară. Bărbatul ajunge mai târziu la conac, unde Max (acum într-o ținută de latex mulată pe piele) îl apucă de mână și îl conduce pe scări la un banchet.
O Max cu părul roșu taie un curcan, pe care bărbatul îl mănâncă. Ea îi toarnă apoi vin roșu în pahar, acesta transformându-se în verde. Bărbatul bea vinul și imediat are halucinații în timp ce Max aruncă cu un cuțit de bucătărie în el, după care acesta fuge îngrozit pe scări. Max, purtând o rochie de mireasă, dansează lângă patul în care se află bărbatul, care a intrat în comă. Ea pictează pete roșii pe un șevalet și îi scutură capul. Într-o secvență fulgerătoare, Max stă pe scară, flutură un topor, rupe o fotografie a bărbatului și îi rostogolește capul inconștient. Într-o altă scenă, el evadează în dulapul lui Max, în timp ce ea îi mânjește cu sânge trupul fără cămașă. În dulap, un cadavru mutilat cade în fața bărbatului. Sunt prezentate secvențe cu Max cu bărbatul inconștient; ea toarnă benzină pe el, apoi dă foc camerei.

### Recepție
Hannah Hightman de la revista V a descris videoclipul ca fiind o „psihoză estetică”, afirmând că caracteristicile psihopatice ale lui Max sunt „prea posesive, prea dominante, prea dezinhibate”. Ea a continuat, complimentând natura satirică a videoclipului, lăudând parodiile lui Max ale diferitelor utilizări ale cuvântului „psihopat”, descriind videoclipul ca fiind „o distorsionare în oglindă funhouse a problemelor relaționale cu care se confruntă multe femei”. Steve Erickson de la Studio Daily a considerat că este „o versiune mai modestă a jocului de rol elaborat al lui Lady Gaga”. Kheraj a remarcat faptul că videoclipul face referire la filme precum Fatal Attraction (1987) și Strălucirea (1980) și a comparat conotațiile negative ale sănătății mintale cu alte videoclipuri muzicale precum „Disturbia” a Rihannei (2008) și „I'm a Mess” (2018) al lui Bebe Rexha. Din noiembrie 2023, videoclipul are 898 de milioane de vizualizări pe YouTube.

## Interpretări live
Max a interpretat „Sweet but Psycho” în episodul din 23 ianuarie 2019 al emisiunii The Late Late Show with James Corden, care a fost debutul melodiei la televiziunea americană. Ea a purtat un corset alb perlat și o fustă din tul care îi acoperea pantalonii de piele negri ca jetul, în timp ce iluminarea de fundal alterna între albastru și roșu, în timp ce patru dansatori îmbrăcați în catsuit executau o ridicare sincronizată a umerilor. Pe 25 ianuarie 2019, Max a interpretat piesa în emisiunea Today. Max a purtat o jachetă militară roșie în stil englezesc, pantaloni din piele neagră și pantofi negri cu platformă, în timp ce dansatorii au purtat ținute negre. Ea a apărut la The Ellen DeGeneres Show pentru a interpreta piesa pe 11 aprilie 2019, purtând o ținută neagră cu coafura ei caracteristică, în timp ce i s-a alăturat un grup de dansatori. Max a interpretat „Sweet but Psycho” și „So Am I” (2019), la emisiunea australiană matinală Sunrise pe 29 aprilie a aceluiași an, marcând debutul ei la televiziunea australiană.
Max a interpretat piesa într-un medley cu „So Am I” și „Salt” (2019) la concertul Wango Tango din 2019. Ea a purtat un costum cu mâneci lungi verzi și mov care a fost realizat de Zemeta, pantaloni din piele neagră, cizme stiletto Steve Madden argintii și un trenci irizat Avec Les Filles. În timpul pre-show-ului MTV Video Music Awards 2019, Max și-a început interpretarea cu „Torn” (2019) înainte de a trece la „Sweet but Psycho”. Max și toți dansatorii au purtat ținute argintii și cizme gladiator în timp ce executau un dans coregrafic cu execuții vocale. La MTV Europe Music Awards 2019, ea a interpretat piesa împreună cu „Torn”. Max a purtat o rochie roșie în timp ce cânta pe o pistă albă, care a folosit „imagini minimaliste cu efect maxim”. Ea a interpretat „Sweet but Psycho” ca piesă finală într-un medley, după „So Am I” și „Torn” la Jingle Bell Ball 2019, cântând alături de alți artiști precum The Script, Rita Ora, Regard și Mabel.

## Lista pieselor
| Digital download – single |                    |         |  |
| Nr.                       | Titlu              | Lungime |  |
| 1.                        | „Sweet but Psycho” | 3:07    |  |

| Digital download – acoustic |                               |         |  |
| Nr.                         | Titlu                         | Lungime |  |
| 1.                          | „Sweet but Psycho” (Acoustic) | 2:59    |  |

| Digital download – The Remixes |                                         |         |  |
| Nr.                            | Titlu                                   | Lungime |  |
| 1.                             | „Sweet but Psycho” (Kat Krazy Remix)    | 3:09    |  |
| 2.                             | „Sweet but Psycho” (Elijah Hill Remix)  | 3:58    |  |
| 3.                             | „Sweet but Psycho” (Leon Lour Remix)    | 4:09    |  |
| 4.                             | „Sweet but Psycho” (Morgan Page Remix)  | 3:46    |  |
| 5.                             | „Sweet but Psycho” (Paul Morrell Remix) | 3:24    |  |
| 6.                             | „Sweet but Psycho” (Ricky Retro Remix)  | 3:05    |  |
| 7.                             | „Sweet but Psycho” (Majestic Remix)     | 5:32    |  |

| Digital Extended play – The Remixes |                                         |         |  |
| Nr.                                 | Titlu                                   | Lungime |  |
| 1.                                  | „Sweet but Psycho” (Kat Krazy Remix)    | 3:09    |  |
| 2.                                  | „Sweet but Psycho” (Elijah Hill Remix)  | 3:58    |  |
| 3.                                  | „Sweet but Psycho” (Leon Lour Remix)    | 4:09    |  |
| 4.                                  | „Sweet but Psycho” (Morgan Page Remix)  | 3:46    |  |
| 5.                                  | „Sweet but Psycho” (Paul Morrell Remix) | 3:24    |  |

## Credite și personal
- Amanda Ava Koci – voce, compoziție
- Henry Walter – compoziție, producție, programare, instrumente
- Andreas Andresen Haukeland – compozitor
- Madison Love – compozitor
- William Lobban-Bean – compozitor
- Chris Gehringer – masterizare
- Șerban Ghenea – mixaj

Credite adaptate de la Tidal.

## Diagrame
| Chart (2018–2020)                               | Peak position |
| ----------------------------------------------- | ------------- |
| Argentina Anglo (Monitor Latino)                | 15            |
| Brazil International Pop Songs (Crowley Charts) | 9             |
| Bulgaria (PROPHON)                              | 4             |
| Canada (Canadian Hot 100)                       | 11            |
| Chile Anglo (Monitor Latino)                    | 8             |
| China Airplay/FL (Billboard)                    | 12            |
| Colombia (National-Report)                      | 92            |
| Croatia (Hrvatska radiotelevizija)              | 1             |
| Estonia (Eesti Tipp-40)                         | 1             |
| Euro Digital Songs (Billboard)                  | 1             |
| Greece International Digital Singles (IFPI)     | 12            |
| Iceland (Plötutíðindi)                          | 1             |
| Japan Hot Overseas (Billboard)                  | 19            |
| Latvia (LAIPA)                                  | 4             |
| Lithuania (AGATA)                               | 5             |
| Luxembourg Digital Songs (Billboard)            | 2             |
| Malaysia (RIM)                                  | 7             |
| Mexico Airplay (Billboard)                      | 3             |
| Puerto Rico (Monitor Latino)                    | 12            |
| Romania (Airplay 100)                           | 2             |
| Singapore (RIAS)                                | 7             |
| Slovenia (SloTop50)                             | 1             |
| US Rolling Stone Top 100                        | 43            |
| Venezuela Anglo (Monitor Latino)                | 4             |

| Chart (2019)             | Peak position |
| ------------------------ | ------------- |
| Russia Airplay (Tophit)  | 6             |
| Slovenia (SloTop50)      | 1             |
| Ukraine Airplay (Tophit) | 1             |

| Chart (2018)                      | Position |
| --------------------------------- | -------- |
| Austria (Ö3 Austria Top 40)       | 54       |
| Belgium (Ultratop Flanders)       | 90       |
| Denmark (Tracklisten)             | 33       |
| Estonia (Eesti Tipp-40)           | 84       |
| Netherlands (Dutch Top 40)        | 60       |
| Netherlands (Single Top 100)      | 73       |
| Norway (VG-lista)                 | 16       |
| Sweden (Sverigetopplistan)        | 18       |
| Switzerland (Schweizer Hitparade) | 79       |

| Chart (2019)                          | Position |
| ------------------------------------- | -------- |
| Australia (ARIA)                      | 15       |
| Austria (Ö3 Austria Top 40)           | 10       |
| Belgium (Ultratop Flanders)           | 11       |
| Belgium (Ultratop Wallonia)           | 8        |
| Bolivia (Monitor Latino)              | 93       |
| Canada (Canadian Hot 100)             | 18       |
| CIS (Tophit)                          | 13       |
| Denmark (Tracklisten)                 | 11       |
| France (SNEP)                         | 39       |
| Germany (Official German Charts)      | 5        |
| Hungary (Dance Top 40)                | 3        |
| Hungary (Rádiós Top 40)               | 1        |
| Hungary (Single Top 40)               | 8        |
| Hungary (Stream Top 40)               | 3        |
| Iceland (Plötutíðindi)                | 13       |
| Ireland (IRMA)                        | 18       |
| Italy (FIMI)                          | 16       |
| Netherlands (Dutch Top 40)            | 21       |
| Netherlands (Single Top 100)          | 27       |
| New Zealand (Recorded Music NZ)       | 18       |
| Poland (ZPAV)                         | 17       |
| Portugal (AFP)                        | 61       |
| Puerto Rico (Monitor Latino)          | 42       |
| Romania (Airplay 100)                 | 17       |
| Russia (Top All Media Hits, Tophit)   | 31       |
| Russia (Top Radio Hits, Tophit)       | 24       |
| Slovenia (SloTop50)                   | 1        |
| Sweden (Sverigetopplistan)            | 29       |
| Switzerland (Schweizer Hitparade)     | 7        |
| Ukraine Airplay (Tophit)              | 20       |
| UK Singles (Official Charts Company)  | 6        |
| US Billboard Hot 100                  | 23       |
| US Adult Contemporary (Billboard)     | 42       |
| US Adult Top 40 (Billboard)           | 15       |
| US Dance Club Songs (Billboard)       | 7        |
| US Dance/Mix Show Airplay (Billboard) | 25       |
| US Mainstream Top 40 (Billboard)      | 15       |
| US Rolling Stone Top 100              | 46       |

| Chart (2020)            | Position |
| ----------------------- | -------- |
| Hungary (Dance Top 40)  | 11       |
| Hungary (Rádiós Top 40) | 58       |

| Chart (2010–2019)           | Position |
| --------------------------- | -------- |
| Austria (Ö3 Austria Top 40) | 50       |
| Norway (VG-lista)           | 17       |

## Certificări
| Regiune | Certificări | Vânzări                                     |
| --- | ----------- | ------------------------------------------- |
| Australia (ARIA) | 5× Platinum | 350.000^                                    |
| Austria (IFPI Austria) | 3× Platinum | 90.000x                                     |
| Belgia (BEA) | 2× Platinum | 60.000*                                     |
| Brazilia (ABPD) | 2× Diamond  | Eroare de expresie: operand lipsă pentru ** |
| Canada (Music Canada) | 7× Platinum | 70.000^                                     |
| Danemarca (IFPI Denmark) | 3× Platinum | 0^                                          |
| Franța (SNEP) | Diamond     | 400.000*                                    |
| Germania (BVMI) | Diamond     | Eroare de expresie: operand lipsă pentru *^ |
| Italia (FIMI) | 3× Platinum | 90.000*                                     |
| Olanda (NVPI) | 2× Platinum | 40.000^                                     |
| Noua Zeelandă (RMNZ) | Platinum    | 15.000*                                     |
| Norvegia (IFPI Norway) | 9× Platinum | 90.000*                                     |
| Polonia (ZPAV) | Diamond     | Eroare de expresie: operand lipsă pentru ** |
| Portugalia (AFP) | 2× Platinum | 40.000x                                     |
| Singapore | Gold        | Eroare de expresie: operand lipsă pentru *  |
| Spania (PROMUSICAE) | 2× Platinum | 80.000^                                     |
| Elveția (IFPI Switzerland) | 4× Platinum | 120.000x                                    |
| Regatul Unit (BPI) | 4× Platinum | 2.400.000^                                  |
| Statele Unite (RIAA) | 4× Platinum | 4.000.000^                                  |
| *cifrele de vânzări sunt bazate pe un singur certificat ^cifrele cargo sunt bazate pe un singur certificat xcifrele nespecificate sunt bazate pe un singur certificat |             |                                             |

## Istoricul lansărilor
| Regiune       | Data              | Format(e)          | Versiune | Etichetă(e) | Ref.    |
| ------------- | ----------------- | ------------------ | -------- | ----------- | ------- |
| Diverse       | 17 August 2018    |                    | Original | Atlanticul  | [ 56 ]  |
| Diverse       | 5 octombrie 2018  | Paul Morrell remix | [ 157 ]  | Atlanticul  |         |
| Italia        | 15 octombrie 2018 | Difuzare Radio     | Original | Warner      | [ 158 ] |
| Diverse       | 1 noiembrie 2018  |                    | Acustica | Atlanticul  | [ 57 ]  |
| Diverse       | 29 noiembrie 2018 | Morgan Page remix  | [ 159 ]  | Atlanticul  |         |
| Diverse       | 14 decembrie 2018 | Leon Lour remix    | [ 160 ]  | Atlanticul  |         |
| Statele Unite | 14 ianuarie 2019  |                    | Original | Atlanticul  | [ 161 ] |
| Diverse       | 31 ianuarie 2019  |                    | Remixuri | Atlanticul  | [ 59 ]  |
| Diverse       | 4 martie 2019     | [ 58 ]             | Remixuri | Atlanticul  |         |